# 奥卡龍屬
奥卡龍（意為「來自奧卡·馬韋渥地區的蜥蜴」）是一屬阿貝力龍科的獸腳亞目恐龍，生存於白堊紀晚期桑托階至坎潘階的南美洲，相當於現在阿根廷的安納克雷托組地層。體型小於近緣的食肉牛龍，但某種程度上更為衍化，例如大幅縮短的前肢、而手指幾乎完全消失。奧卡龍的化石保存了第十三節尾椎前的完整骨骼，因此對牠所知甚詳，並且是已知阿貝力龍科中最完整的物種之一。
奧卡龍是種中等體型、二足行動的肉食性恐龍，測量身長7公尺、臀高2.4公尺、體重約700公斤。化石是在蜥腳類蛋巢遺跡旁發現的，推測會以牠們的蛋或幼體為食。其中頭骨呈現出受損的跡象，使一些研究人員推測，這個個體生前曾參與了打鬥，頭部遭受重擊而死亡。

## 發現及命名
奧卡龍的化石是於1999年3月，由卡門佛內斯博物館及洛杉磯縣自然歷史博物館的聯合考察團隊，在阿根廷巴塔哥尼亞內烏肯省奧卡馬韋達火山以南約40公里處，科羅拉多河亞群內烏肯盆地的安納克雷托組岩層中所發現；地質年代屬於白堊紀晚期的晚桑托階至早坎潘階，約8500萬至8000萬年前。團隊在奧卡馬韋渥化石點中發現了一具近乎完整、關節仍連接的獸腳類骨骼。雖然小於食肉牛龍體型的30％，外觀卻極度相似，而獨特的特徵組合使其與食肉牛龍區別開來，足以建立為新屬。模式種加氏奧卡龍（Aucasaurus garridoi）於2002年由羅多爾夫·科里亞、路易斯·奇亞培和洛渥·丁格斯所命名。屬名以發現地的奧卡馬韋渥為名，種名紀念發現正模標本的亞伯托·加里多先生。正模標本MCF-PVPH-236包括整個頭骨到中段尾椎，是目前發現最完整的阿貝力龍科骨骼之一，得以了解其全貌。

## 敘述

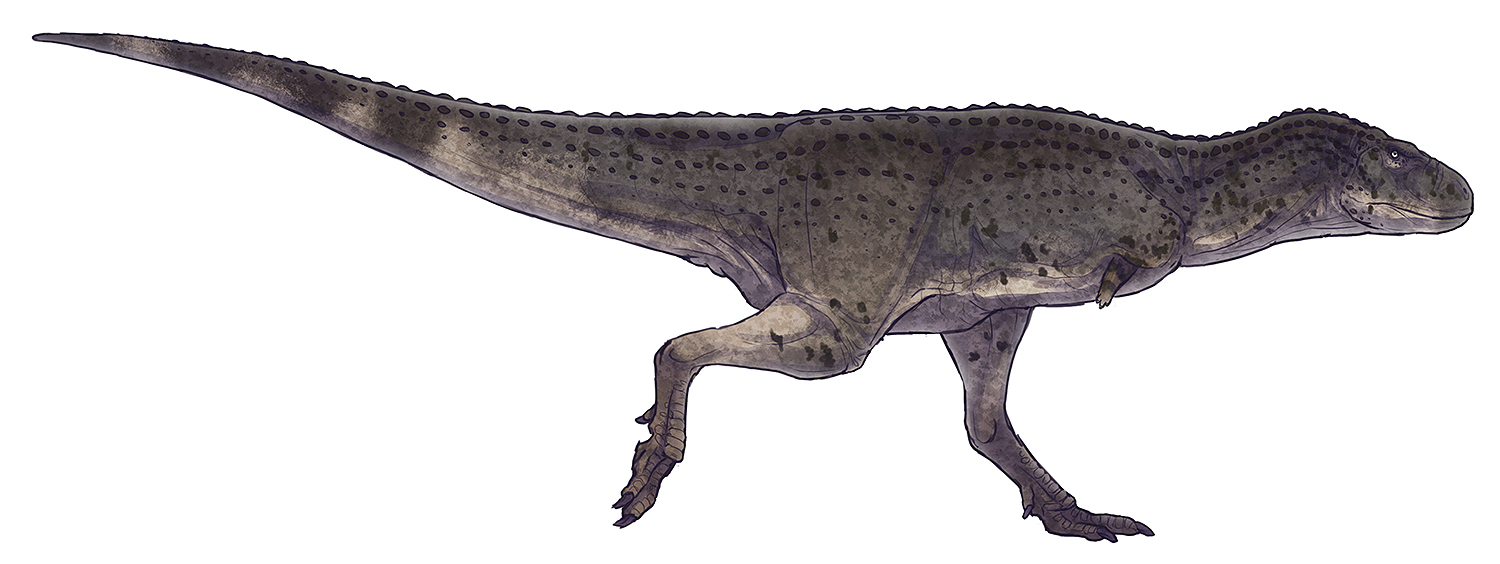
復原圖

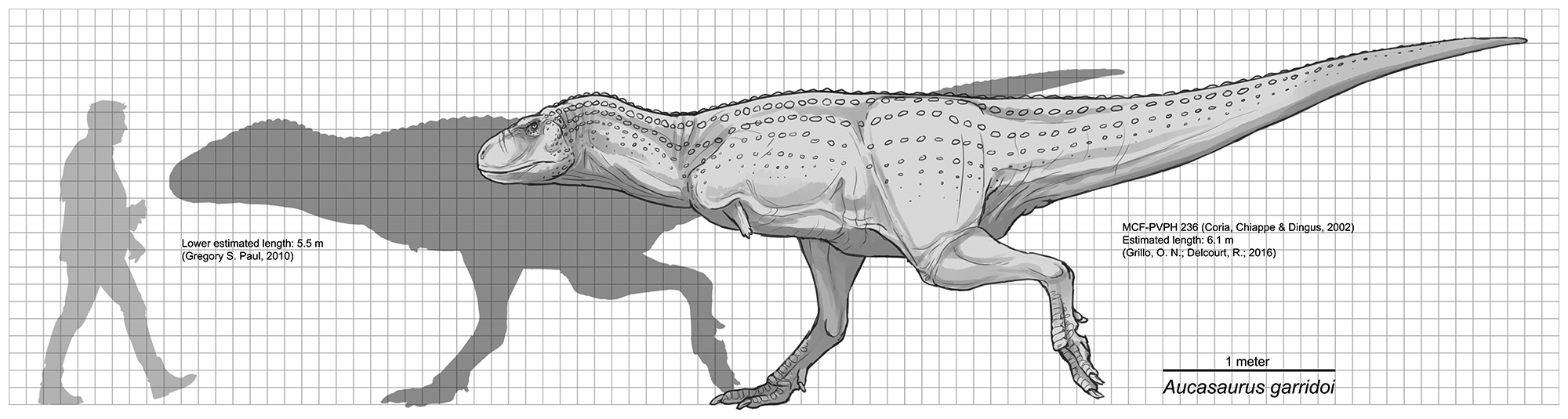
與人類的體型比例圖

與食肉牛龍相比，奧卡龍短而深吻部的頭骨卻不像前者那樣短且深。在兩眼上方有一對低矮的稜脊，但沒有高到像食肉牛龍一樣形成眉角。
2010年葛瑞格利·保羅測量身長5.5公尺、體重約700公斤。2016年根據阿貝力龍科物種體長的全面分析後，身長估計增至6.1公尺及體重至少1.5噸，與蠍獵龍相當，但比肌肉龍還重。

### 前肢和手部
奧卡龍短小的手臂也與其他近親相似，但因為體型較小，手部在比例上較長。骨頭缺乏骨質突起以及食肉牛龍般不尋常的比例。奧卡龍的手部也很特殊，存在四個掌骨，其中第一和第四個缺乏手指；而第二和第三個則有手指，但也非常短且沒有爪子。

### 腦殼

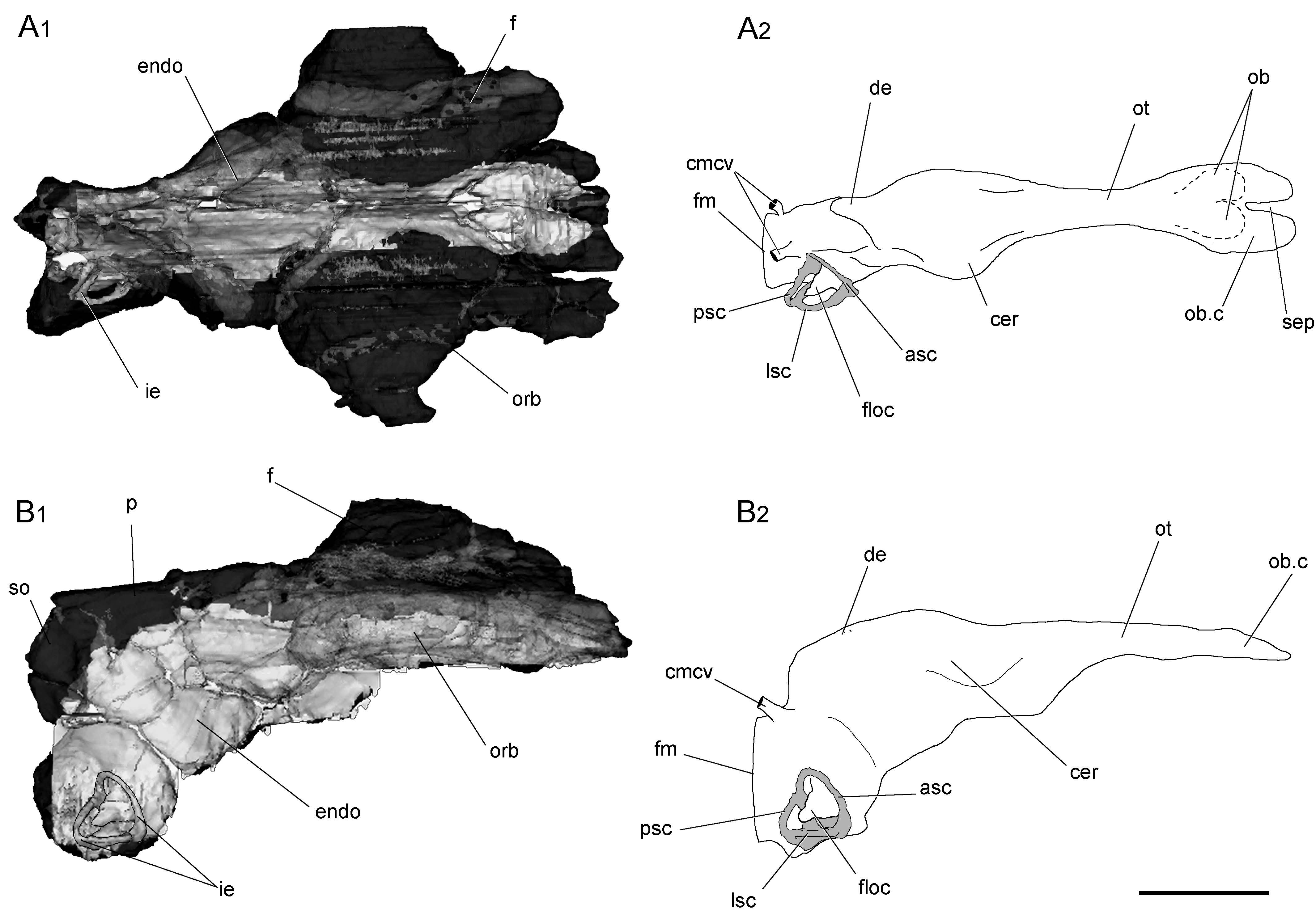
3D列印的腦殼

2015年阿里安納·寶琳納-卡拉巴哈和塞西莉亞·蘇卡針對奧卡龍腦殼進行研究，使用醫學級電腦斷層掃描來檢視頭骨材料，並透過亞伯達大學提供的印像軟體取得立體虛擬內耳及頭顱內部並視覺化，還製作了一個乳膠頭顱內模。前中後腦在形態上與瑪君龍、印度龍所描述的相似。然而奧卡龍呈現了相對比瑪君龍大的絮狀突。奧卡龍的絮狀突被封閉在一個8字形的絮狀凹部中，形狀和體積與在阿貝力龍觀察到的相近，表示這兩個巴塔哥尼亞物種擁有較廣範圍的頭部運動能力。內耳迷道在形狀和體積上也與瑪君龍的半規管相似，雖然奧卡龍的側半規管較短。

## 分類
在最初的敘述論文中，奧卡龍被分類在食肉牛龍族，與食肉牛龍互相比較。
以下食肉牛龍亞科演化樹取自卡諾等人（2009）：
|  | 奧卡龍 Aucasaurus    |
|  |                      |
|  | 食肉牛龍 Carnotaurus |
|  |                      |

|  | 肌肉龍 Ilokelesia                                                                 |
|  |                                                                                   |
|  | \| \| 蠍獵龍 Skorpiovenator \| \| \| \| \| \| 爆誕龍 Ekrixinatosaurus \| \| \| \| |
|  |                                                                                   |
|  | 蠍獵龍 Skorpiovenator                                                             |
|  |                                                                                   |
|  | 爆誕龍 Ekrixinatosaurus                                                           |
|  |                                                                                   |

|  | 蠍獵龍 Skorpiovenator   |
|  |                         |
|  | 爆誕龍 Ekrixinatosaurus |
|  |                         |

|  | 奧卡龍 Aucasaurus    |
|  |                      |
|  | 食肉牛龍 Carnotaurus |
|  |                      |

|  | 肌肉龍 Ilokelesia                                                                 |
|  |                                                                                   |
|  | \| \| 蠍獵龍 Skorpiovenator \| \| \| \| \| \| 爆誕龍 Ekrixinatosaurus \| \| \| \| |
|  |                                                                                   |
|  | 蠍獵龍 Skorpiovenator                                                             |
|  |                                                                                   |
|  | 爆誕龍 Ekrixinatosaurus                                                           |
|  |                                                                                   |

|  | 蠍獵龍 Skorpiovenator   |
|  |                         |
|  | 爆誕龍 Ekrixinatosaurus |
|  |                         |

|  | 奧卡龍 Aucasaurus    |
|  |                      |
|  | 食肉牛龍 Carnotaurus |
|  |                      |

|  | 肌肉龍 Ilokelesia                                                                 |
|  |                                                                                   |
|  | \| \| 蠍獵龍 Skorpiovenator \| \| \| \| \| \| 爆誕龍 Ekrixinatosaurus \| \| \| \| |
|  |                                                                                   |
|  | 蠍獵龍 Skorpiovenator                                                             |
|  |                                                                                   |
|  | 爆誕龍 Ekrixinatosaurus                                                           |
|  |                                                                                   |

|  | 蠍獵龍 Skorpiovenator   |
|  |                         |
|  | 爆誕龍 Ekrixinatosaurus |
|  |                         |

|  | 奧卡龍 Aucasaurus    |
|  |                      |
|  | 食肉牛龍 Carnotaurus |
|  |                      |

|  | 肌肉龍 Ilokelesia                                                                 |
|  |                                                                                   |
|  | \| \| 蠍獵龍 Skorpiovenator \| \| \| \| \| \| 爆誕龍 Ekrixinatosaurus \| \| \| \| |
|  |                                                                                   |
|  | 蠍獵龍 Skorpiovenator                                                             |
|  |                                                                                   |
|  | 爆誕龍 Ekrixinatosaurus                                                           |
|  |                                                                                   |

|  | 蠍獵龍 Skorpiovenator   |
|  |                         |
|  | 爆誕龍 Ekrixinatosaurus |
|  |                         |

2009年，費爾南多·諾瓦斯提出加氏奧卡龍可能是科瑪會阿貝力龍的異名。2010年保羅的書籍中將加氏奧卡龍更名為加氏阿貝力龍，但並未為學界廣泛接受。
在菲里皮等人（2016）的道獵龍敘述論文中建立了一個新的演化支堅背龍類，包含較衍化的短吻龍類物種，並將阿貝力龍與奧卡龍放置在阿貝力龍亞科，解散傳統的食肉牛龍族，使該演化支形成一個單系群。

## 古生態學
在發現奧卡龍的奧卡馬韋渥岩層，是個盛產化石的沉積層，還以產出重要的蜥腳類蛋巢而聞名，因此推測奧卡龍生前會獵捕這些動物的幼體。該岩層屬於安納克雷托組的一部分，當地出產的恐龍還有豐富的泰坦巨龍類：如內烏肯龍、南極龍、及柏利連尼龍等、大盜龍類的氣腔龍、小型薄板類加斯帕里尼龍。

## 大眾文化
奧卡龍出現在探索頻道2003年的紀錄片恐龙星球第三集，該集講述了一隻名為「飛龍（Dragonfly）」的年輕雄性奧卡龍的成長史，及他與主角薩爾塔龍一生的糾葛。片中的奧卡龍以群體方式來進行掠食活動。而最後的結尾將正模標本的頭骨損傷詮釋為打鬥時被摔倒的蜥腳類所壓碎。

## 外部連結
- The Theropod Database on Aucasaurus
- Thescelosaurus! on Aucasaurus